# Lunang
Lunang is een bestuurslaag in het regentschap Zuid-Pesisir van de provincie West-Sumatra, Indonesië. Lunang telt 4573 inwoners (volkstelling 2010).